# Charles-Joseph Compans de Brichanteau
Charles-Joseph Compans de Brichanteau (Torino, 13 dicembre 1737 – Graglia, 26 agosto 1796) è stato un vescovo cattolico italiano, vescovo di San Giovanni di Moriana dal 1780 al 1792 e vescovo eletto di Acqui nel 1796.

## Biografia
Charles-Joseph Compans de Brichanteau nacque il 13 dicembre 1737 a Torino, capitale del Regno di Sardegna, da François-Antoine Compans de Brichanteau della stirpe dei marchesi di Nangis.
Avviato alla carriera ecclesiastica, fu ordinato sacerdote il 13 giugno 1767.
Fu elemosiniere del re Vittorio Amedeo III di Savoia, alla cui corte fu ricordato anche come eccellente clavicembalista. Il canonico Angley scrisse di lui: "amava la musica e si dedicava a coltivare quest'arte nei momenti liberi che gli ardui doveri dell'episcopato gli lasciavano. Convinto che, quando usata nel culto di Dio, la musica sia molto adatta a elevare l'anima e a ispirare la pietà".
Nel gennaio 1780 fu nominato vescovo di San Giovanni di Moriana dallo stesso re, nomina confermata da papa Pio VI il 20 marzo 1780. Ricevette la consacrazione episcopale a Vercelli il 23 aprile 1780 dal cardinale Carlo Giuseppe Filippa della Martiniana, suo predecessore, che era stato nominato da poco vescovo della città piemontese.
A seguito dell'invasione da parte delle truppe rivoluzionarie francesi, il 22 settembre 1792 lasciò la diocesi e si rifugiò a Torino. Anche se la data è sconosciuta a un certo punto si dimise dal suo ufficio di vescovo di San Giovanni di Moriana.
Il 20 luglio 1796 fu nominato vescovo di Acqui dal re ma non venne confermato dal papa perché morì poco dopo in seguito a una improvvisa malattia, il 26 agosto 1796 a Graglia, vicino a Biella.

## Genealogia episcopale
La genealogia episcopale è:
- Cardinale Scipione Rebiba
- Cardinale Giulio Antonio Santori
- Cardinale Girolamo Bernerio, O.P.
- Arcivescovo Galeazzo Sanvitale
- Cardinale Ludovico Ludovisi
- Cardinale Luigi Caetani
- Cardinale Ulderico Carpegna
- Cardinale Paluzzo Paluzzi Altieri degli Albertoni
- Papa Benedetto XIII
- Papa Benedetto XIV
- Cardinale Carlo Vittorio Amedeo Ignazio delle Lanze
- Cardinale Carlo Giuseppe Filippa della Martiniana
- Vescovo Charles-Joseph Compans de Brichanteau